# Студенци (Ловрећ)
Студенци су насељено место у саставу општине Ловрећ, Сплитско-далматинска жупанија, Република Хрватска.

## Историја
До територијалне реорганизације у Хрватској налазили су се у саставу старе општине Имотски.

## Становништво
На попису становништва 2011. године, Студенци су имали 456 становника.
| Број становника по пописима | Број становника по пописима | Број становника по пописима | Број становника по пописима | Број становника по пописима | Број становника по пописима | Број становника по пописима | Број становника по пописима | Број становника по пописима | Број становника по пописима | Број становника по пописима | Број становника по пописима | Број становника по пописима | Број становника по пописима | Број становника по пописима | Број становника по пописима |
| --------------------------- | --------------------------- | --------------------------- | --------------------------- | --------------------------- | --------------------------- | --------------------------- | --------------------------- | --------------------------- | --------------------------- | --------------------------- | --------------------------- | --------------------------- | --------------------------- | --------------------------- | --------------------------- |
| 1857                        | 1869                        | 1880                        | 1890                        | 1900                        | 1910                        | 1921                        | 1931                        | 1948                        | 1953                        | 1961                        | 1971                        | 1981                        | 1991                        | 2001                        | 2011                        |
| 1.462                       | 1.483                       | 1.663                       | 1.857                       | 2.006                       | 2.301                       | 2.333                       | 2.110                       | 2.159                       | 2.126                       | 2.171                       | 1.974                       | 1.389                       | 979                         | 729                         | 456                         |

### Попис1991.
На попису становништва 1991. године, насељено место Студенци је имало 979 становника, следећег националног састава:
| Попис 1991.‍  | Попис 1991.‍  | Попис 1991.‍ | Попис 1991.‍ | Попис 1991.‍ |
| ------------ | ------------ | ----------- | ----------- | ----------- |
|              |              |             |             |             |
| Хрвати       | Хрвати       |             | 954         | 97,44%      |
| Немци        | Немци        |             | 1           | 0,10%       |
| Црногорци    | Црногорци    |             | 1           | 0,10%       |
| неопредељени | неопредељени |             | 1           | 0,10%       |
| непознато    | непознато    |             | 22          | 2,24%       |
| укупно: 979  |              |             |             |             |